# Бгім Сінґх
Бгім Сінґх (гінді मेवाड़ के भीम सिंह; 10 березня 1768 — 30 березня 1828) — останній магарана князівства Мевар у 1778–1818 роках, 1-й магарана Удайпуру в 1818—1828 роках.

## Життєпис
Походив з династії Сесодія. Молодший син Арі Сінґха II. Народився 1768 року. У січні 1768 року після загибелі старшого брата Хамір Сінґха II внаслідок нещасного випадку спадкував владу. Через молодий вік державними справами опікувалися регенти Баґ Сінґх, магараджа Карджалі, і Арджун Сінґх, магараджа Шивраті (стриєчні діди магарани). Втім вони не змогли запобігти повстанню найманців-маратхів, що вимагали платні від нового правителя. Оскільки той не мав коштів, маратхи розграбувати фортецю Читтор. 
Близько 1787 року перебрав керівництво державою на себе. Намагався поліпшити управління, військо та наповнити скарбницю. 1790 року визнав зверхність Махаджі Скіндії, магараджи Гваліору. 1792 року остаточно здолав претендента Ратан Сінґха, що боровся за владу ще з Арі Сінґхом II, захопивши ключову фортецю суперника Кумбхалгарх. 1799 року уклав союз з Марварським князівством, закріплений шлюбною угодою.
Під час війни Британської-Ост-Індської компанії з Імперією Маратха 1803—1805 років підтримав англійців, внаслідок чого звільнився від залежності з боку Гваліору. Разом з тим посилився вплив в Меварі британців.
Водночас 1804 року проти Мевару виступив Ман Сінґх, магараджа Марвару, вимагаючи виконання угоди 1799 року, яку було розірвано 1803 року після смерті нареченого Крішни Кумарі (доньки Бгіма Сінґха) — марварського магараджи Бгім Сінґха. Ман Сінґха підтримав Даулат Рао Скіндія, магараджа Гваліору, невдоволений підтримкою Мевару британських військ. В цю справу також втрутився Ясвант Рао I, магараджа Індору, який запропонував Джаґат Сінґху, магараджи Джайпуру, оженитися на доньці Бгім Сінґха — Крішни Кумарі, але її шлюб з Ман Сінґхом ще раніше обійцяв влаштувати з Даулат Рао Скіндія. Зрештою це призвело до війни між Марваром і Джайпуром. 1806 року Бгім Сінґх доєднався до Джаґат Сінґха і Сурат Сінґха, магараджи Біканеру, які вирішили повалити Ман Сінґха, проте союзники в битві біля Мехрангарху зазнали цілковитої поразки.
1808 року Даулат Рао вдерся до Джайпуру, а потім завдав поразки меварському магарані Бгім Сінґху, який вирішив підтримати Джаґат Сінґха і Ясвант Рао I. В результаті Мевар сплатив данину та визнав зверхність Гваліору.
Разом з тим виникала нова проблема — загони намайнців (відомі як піндарі) грабували значні області на півночі Індостану, зокрема зазнало нападів Меварське князівство. У квітні 1810 року Мухаммад Амір-хан, наваб Тонку (походив з піндарі), виступив на боці Ман Сінґха, вдершись до Мевару. Було сплюндровано значні землі князівства. Наваб вимагав видати Крішну Кумарі за Ман Сінґха, але це б спровокувало нове вторгнення військ Гваліору та Джайпуру. Щоб розв'язати цю проблему донька Бгім Сінґха отруїла себе.
Але це не вирішило проблеми, оскільки невдовзі почалася боротьба за зверхність над Меваром між Мухаммадом Амір-ханом, Скіндіями, Холкарами, в яку втрутився Бгім Сінґх, магараджа Салумбару (з клану Чундаваті, гілки кану Сесодія). До 1816 року за підтримки піндарів та Мухаммад Амір-хана Малхар Рао II Холкару вдалося встановити зверхність над Меваром. В цей час її магарана Бгіма Сінґх перестав відігравати якусь політичну роль, намагався зберегти лише володіння та статки.
За підсумками Третьої англо-маратхської війни було укладено Мандасорний мирний договір, за яким Малхар Рао II відмовився від прав на Раджастан. 13 січня 1818 року магарана Бгім Сінґх підписав угоду з Британською Ост-Індською компанією, якою визнав її протектора та дозволив розміщення британського резидента в Удайпурі. Водночас взяв собі титул магарана Удайпуру.
В подальшому завдяки забезпеченню миру з сусідами, опікувався відновленням міст, господарства, наповненням скарбниці. Але цьому заважало неузгодженість відносин між магараною та його васалами, які пручалися колишній владі правителя. Спроби за допомогою британських резидентів у 1818 (капітана Коббе) і 1827 (капітана Во) роках розв'язати протиріччя не мали успіху. Також магарана намагався відродити меварську школу живопису, але невдало. Відбувається посилення впливу місцевих раджей-васалів з Шахпури, Деогарху, Мехти, Корабаду та Бхудайсару.
1823 року викрито змову знаті на чолі із спадкоємцем трону Джаваном проти прадхана (першого міністра) Шах Шеолая, який намагався обмежити державні видатки та підтримував британців. Помер Бгім Сінґх 1828 року. Усі його дружини і наложниці здійснили саті. Владу спадкував його син Джаван Сінґх.